# Liederbach am Taunus
Liederbach am Taunus – miejscowość i gmina w Niemczech, w kraju związkowym Hesja, w rejencji Darmstadt, w powiecie Main-Taunus. 30 czerwca 2015 gmina liczyła 8868 mieszkańców.

## Współpraca
Miejscowości partnerskie:
- Frauenwald, Turyngia
- Pietrowice Wielkie, Polska
- Saldus, Łotwa
- Verwood, Wielka Brytania
- Villebon-sur-Yvette, Francja